# Sinfonia n. 4 (Beethoven)
La Sinfonia n. 4 in Si bemolle maggiore Op. 60 fu composta da Ludwig van Beethoven nel 1806 ed eseguita per la prima volta nel marzo 1807 a Vienna. Il manoscritto originale è conservato presso la Deutsche Staatsbibliothek di Berlino.

## Analisi generale
Questa sinfonia fu definita da Robert Schumann "una slanciata fanciulla mediterranea fra due giganti nordici" e questa immagine di opera quasi disimpegnata e implicitamente "minore" è ormai difficile da estirpare. Certamente non siamo davanti alle tensioni mostruose della Terza sinfonia "Eroica" o della Quinta alla quale Beethoven stava già lavorando intensamente, ma non si tratta di un lavoro di evasione.
La grande differenza tra la Quarta e le due sinfonie adiacenti in realtà consiste soprattutto in una diversità di espressione. Essa risulta infatti più trattenuta, più moderata nel tono anche se i contenuti e le inquietudini che la percorrono sono notevoli. Basta, infatti, ascoltare la cupa ed incerta atmosfera dell'introduzione lenta al primo movimento per rendersi conto di questo. La sensazione di sospensione che la percorre non è infatti solo un effetto teatrale per preparare l'esplosione del primo tema. L'idea di fissità, di quasi paralisi, del tempo torna anche nel secondo tempo, scandito da un ritmo puntato quasi ossessivo. Il terzo e quarto tempo invece segnano la reazione quasi affannosa a questa immobilità. Nel minuetto infatti le sincopi assumono un tono gioioso, da danza paesana, e nel vivace Finale, famoso per il temibile assolo del fagotto,  si scarica definitivamente la tensione accumulata nei primi due movimenti.

## Analisi del Primo movimento
Il Primo movimento della sinfonia ha come metro quattro quarti; la tonalità di base è Si bemolle maggiore. L'indicazione agogica (o tempo) indicata è Adagio per l'introduzione e Allegro vivace per il resto del movimento.
La struttura formale è quella di una forma-sonata con le tre classiche parti: Esposizione - Sviluppo - Ripresa. L'Esposizione è preparata da un'Introduzione e la Ripresa si conclude con una breve coda finale. La distribuzione delle battute è la seguente:
- Introduzione (1 - 40).
- Esposizione (39 - 184)
- Sviluppo (185 - 335)
- Ripresa e Coda finale (336 - 498)

### Introduzione (Adagio)
L'Introduzione, articolata su tre sezioni (sezione 1: misure 1-12; sezione 2: misure 13-24; sezione 3: misure 25-38), è la più lunga sviluppata fino ad ora dall'autore: si estende per una quarantina di battute. Qui Beethoven, a causa della lunghezza di questa introduzione, ha dovuto affrontare il problema di creare una ""struttura afferrabile, pur evitando che si abbia l'impressione che si fondi unicamente su se stessa".
L'introduzione inizia su una doppia articolazione: i legni (corni compresi) con un pedale affermano la tonica (si bemolle - in realtà si tratta della tonica minore) mentre gli archi sviluppano una strisciante linea discendente su intervalli di terza: sol bemolle - mi bemolle, fa - re bemolle, mi bemolle - do e alla fine re bemolle - si bemolle. A misura 5 ritorna il sol bemolle (vista enarmonicamente la tonalità è un fa diesis maggiore) che incede verso il fa (dominante) con la quale si apre la seconda parte di questa prima sezione dell'introduzione: una semplice linea melodica ad arco di crome dei violini primi intervallate da pause della stessa durata. A misura 12 una modulazione sulla settima di dominante (fa settima) prepara la seconda entrata (sezione 2) dell'introduzione sulla tonica (si bemolle maggiore). [batt. 1-6]
La seconda sezione (misure 13 - 24) è una ripetizione della prima, ma alle misure 17 - 18 il sol bemolle rimane legato (in forma di pedale) invece di incedere al fa (dominante) come all'inizio. In questo modo si produce uno slittamento tonale verso il si minore (o do bemolle minore). La soppressione del movimento di seconda minore (solb - fa) crea una certa affinità di semitono fra due tonalità (si bemolle minore - do bemolle minore). Altri semitoni, in questa introduzione, si possono individuare nelle battute iniziali degli archi: solb - fa, mi - fa, reb - do e solb - fa. L'incidenza del semitono nel materiale melodico dell'introduzione esclude che quest'ultima funzioni tematicamente: "essa non deve diffondersi in sostanza tematica, bensì deve condurre ad una sostanza tematica - quella dell'Allegro vivace; il suo centro di gravità è al di fuori di se stessa". [batt. 12-19]
Nella terza sezione lo scopo dell'Autore è quello di accrescere ulteriormente l'incostanza tonale di questa introduzione per valorizzare al massimo l'entrata del tema principale nella tonica (si bemolle maggiore). Il percorso tonale è il seguente. Nelle prime cinque misure (25 - 29) una successione di semitoni (si - do - do diesis - re) del flauto e dell'oboe porta la tonalità nell'area del re minore. Dal re minore si passa alla sua dominante: la maggiore (battute 32 - 35). La fondamentale dell'accordo di la maggiore (nota la) viene trasformata (misura 35) nella terza dell'accordo di fa maggiore (i due accordi di fa maggiore settima delle battute 36 e 38) che come dominante "cagiona" il si bemolle maggiore dell'"Allegro vivace". Dal punto di vista melodico questa sezione riprende la singhiozzante linea discendente dei legni a misura 12 ora trasferita agli archi bassi (misura 25).[batt. 26-37]
Tutta questa introduzione "è un cauto procedere sulla soglia di un mistero in procinto da essere svelato".

### Esposizione (Allegro vivace)
L'Esposizione presenta subito un problema: l'inizio del "primo tema" non coincide con la "frase principale" contrassegnata dal cambio di tempo a misura 39. L'ambiguità sorge dal fatto che gli accordi iniziali del tema si originano già nell'"Adagio". "Il quarto tempo dell'ultima battuta dell'Adagio si intreccia con il primo della battuta iniziale dell'Allegro vivace." Il Primo tema inizia invece a misura 41 (per altri Commentatori inizia a misura 36) ed è caratterizzato da due idee in contrasto tra loro. Una prima idea (misure 41 - 47) formata da 4 accordi sulla settima di dominante (fa maggiore settima) "slanciati" da arpeggi di semicrome in anacrusi (inciso "A": elemento caratterizzante questo tema), seguiti da una linea discendente (inciso "B") di crome dei violini primi (tratta dall'introduzione - in realtà è l'accordo di tonica sviluppato ritmicamente) che si ferma sulla tonica (si bemolle maggiore), seguita da una seconda idea contrastante dei fiati (misure 47 - 51), una specie di corale caratterizzato da un andamento discendente che si apre in un ritardo di due semibrevi legate (un accordo di fa settima/quarta) a cui fanno subito seguito gli accordi "slanciati" sulla settima di dominante come all'inizio della frase. [batt. 39-51]
L'esposizione prosegue con la ripresentazione del tema (misure 52 - 61) fino ad una prima cadenza V - VI - II - V - I (dominante - sopradominante - sopratonica - dominante - tonica) a misure 61 - 64. Una transizione o ponte modulante sviluppa delle linee melodiche ricavate dai temi dell'introduzione fino a misura 81 dove il primo tema viene presentato per la terza volta accompagnato da una semplice linea melodica ascendente di semibrevi presentata dai fiati. In seguito si sviluppano alcune progressioni (misure 89 - 92) che conducono alla conclusione dell'esposizione del primo tema con un movimento sincopato (misure 95 - 103) e poi una distensione della dinamica (misure 103 - 106). Una cadenza sulla dominante della dominante (do maggiore - preparazione al secondo tema che si presenta alla dominante - fa maggiore) chiude questa parte.
Per alcuni Commentatori il Secondo tema appare a misura 107; per altri a misura 141 entrambi alla dominante (fa maggiore). Per altri ancora i temi sono tre considerando la discesa del flauto a misura 113 una linea melodica completamente diversa dal quella di misura 107. [batt 107/141]
In realtà questa sinfonia (come la terza) ha due temi secondari ognuno con una diversa funzione. Il primo tema secondario può essere suddiviso in tre fasi: "antecedente concertante" (misure 107 -112), "conseguente cantabile" (misure 113 - 120) e (misure 121 - 140) un passaggio all'unisono in crescendo con tutta l'orchestra chiuso da un epilogo cadenzante sul do maggiore settima (dominante della dominante). Le battute 139 - 140 sono una diminuzione (e quindi una accelerazione agogica) delle battute 135 - 138; entrambe sono costruite sulla stessa sequenza di note: do - re - la - sol. La perdita dell'efficacia conclusiva (l'accelerazione invece del rallentamento) ben si realizza nell'entrata del secondo tema secondario. L'armonizzazione di questo tema non è molto orientata alla dominante (come dovrebbe essere). Alla quinta misura del tema (battuta 111) l'armonia è sul re minore (relativa minore di fa); dopo 10 misure per altre 12 battute l'unisono si sviluppa su una diffusa modulazione per tornare a misura 132 alla dominante della dominante (do maggiore).
Il secondo tema secondario si presenta con una imitazione in canone all'ottava a due voci (clarinetto e fagotto) su una semplice armonizzazione fa maggiore - do maggiore (dominante - dominante di dominante). Viene così rinforzata la dominante principale (fa) che nel primo tema secondario era subito scomparsa dopo 4 misure. Sembra quindi che la duplicità del tematismo sia necessaria per il passaggio dall'oscillazione (primo tema secondario) alla stabilità (secondo tema secondario) all'interno della tonalità della dominante (fa maggiore). Il canone viene ripresentato (misure 149 - 156) intensificato e con una diversa strumentazione; quindi una codetta cadenzante conclude il secondo tema secondario. Dalla cadenza (a misura 177) si sviluppa un "gruppo di chiusura" (sulla dominante), che ricorda le sincopi di misura 95.

### Sviluppo
Lo Sviluppo vero e proprio inizia a misura 203. Le prime 18 misure (da 185 a 202), ossia la seconda volta del ritornello, sono una preparazione/introduzione allo sviluppo. La struttura di questa "preparazione" è più o meno la stessa dell'introduzione iniziale; si tratta di una progressione formata dai due elementi principali del tema: l'elemento caratterizzante il tema (inciso "A"), e una semplice linea discendente di crome dei violini primi intervallate da pause della stessa durata sugli accordi tenuti dei legni (inciso "B"). Naturalmente il tempo è quello dell'"Allegro vivace". L'armonia è basata sulla dominante (fa maggiore) e segue il seguente sviluppo:
| Misura | Tonalità                 | Grado (rispetto al fa maggiore) |
| ------ | ------------------------ | ------------------------------- |
| 185    | fa maggiore              | I                               |
| 191    | do maggiore settima      | V 7a                            |
| 195    | fa maggiore              | I                               |
| 197    | sol minore               | II                              |
| 199    | do maggiore sesta/quarta | V 6/4                           |
| 201    | do maggiore              | V                               |

A misura 203 (inizio dello sviluppo) l'armonia si assesta sul settimo grado o terzo rispetto alla dominante (la maggiore), ossia la dominante di re minore/maggiore, essendo quest'ultima la relativa minore della dominante fa (rispetto alla tonica di base si bemolle maggiore). Questa parte è caratterizzata da una decina di reiterazioni della quartina di semicrome (inciso "A"). A misura 221, dove appare un nuovo elemento melodico, "l'accordo di dominante si espande come una superficie sonora per quattordici battute la cui sostanza motivica non consiste in altro che in un "resto" della riverberazione accordale del tema principale...". Gli elementi presenti in questa fase sono due: la caratteristica anacrusi iniziale del tema ai violini primi ("A"), sovrapposta alle pulsazioni accordali ("B") dei violoncelli. [batt. 209-214]
Lo sviluppo, conformemente allo sviluppo tipico delle prime sinfonie beethoveniane, procede per "modelli in progressione modulante". A misura 221 abbiamo il primo "modello" (o primo episodio dello sviluppo) realizzato dalla sovrapposizione alle riverberazioni accordali del tema con un, più o meno, nuovo elemento melodico (violini primi e violoncelli, prima, legni, dopo). L'armonia è quella di re maggiore. [batt. 221-225]
Questo nuovo elemento tematico per alcuni Commentatori è una nuova idea (un quinto tema); in realtà potrebbe essere una variante del contrappunto dei fiati nella terza entrata del tema principale (misure 81 e seguenti). L'idea rimbalza con delle progressioni più volte tra i vari gruppi strumentali passando dal re maggiore al sol minore (misura 229) al mi bemolle maggiore (a misura 237). Ed è con questa armonia che viene introdotto il secondo episodio dello sviluppo (misura 241). Ancora una volta, ma diversamente trattati, appaiono i due elementi di base ("A" e "B") di questo movimento: le pulsazioni e la testa del tema. Altre due progressioni (a misura 249 e 257) porta al processo di contrazione e liquidazione.[batt. 241-247]
L'ultima fase dello sviluppo (da misura 281), quella della "riconduzione" alla Ripresa, comprendente 56 battute, e consiste in un lungo crescendo verso il ritorno del tema principale. L'armonia fondamentalmente è imperniata sull'accordo di settima di dominante variamente (e liberamente) interpretata.
Un precedente dialogo spezzato in pianissimo tra i violini primi e secondi (misure 269 - 280) si conclude sulle note tenute dell'accordo di settima di dominante (fa diesis maggiore settima) del tono si naturale (battuta 283) precedute dall'elemento "A". Con il si naturale siamo lontanissimi dalla tonalità d'impianto. A questo accordo (settima di dominante di si) si sovrappone un misterioso tremolo dei timpani sul si bemolle. Il si bemolle è la terza maggiore enarmonica del fa diesis; enarmonica in quanto la tonalità dovrebbe essere il sol bemolle maggiore settima. Questa figurazione (archi più timpano) viene ripetuta (misure 285 - 288). Quindi gli archi delicatamente sviluppano una nuova modulazione enarmonica sull'accordo di sesta e quarta di si bemolle (misura 305). Quindi dal si maggiore si arriva con un accordo diminuito al si bemolle maggiore. Riappare il tremolo dei timpani sulla stessa nota (si bemolle) che dalla sensibile passa alla fondamentale. Questo pedale del timpano continua per 20 battute, e da un inizio appena percettibile, a poco a poco, trascina tutto l'organico strumentale verso l'accordo di si bemolle maggiore della Ripresa a misura 333. In questa fase, da un punto di vista tematico, sono i frammenti di "A", che insistentemente vengono riproposti  (oltre 60 volte!) fino al scoppio in fortissimo dell'intera orchestra. Per altri commentatori la parte iniziale di questa terza fase dello sviluppo è imperniata sulla dominante (sol bemolle) del secondo grado bemollizzato (do bemolle) della fondamentale (si bemolle), modulando alla fine sulla dominante della tonica fondamentale (accordo di sesta e quarta sul fa).[batt. 280-308]

### Ripresa
La Ripresa è abbreviata in quanto manca il passaggio per esteso tra le prime due esposizione del tema e la terza. Abbiamo quindi: l'esposizione del tema (misure 336 - 344); una breve codetta/transizione (misure 345 - 350); ripresentazione del tema per esteso (misure 351 - 369); conclusione sincopata (misura 369 - 380) nella quale appare brevemente la dominante (con un pedale dei corni, trombe e timpani) per evidenziare il ritorno dei temi secondari nell'area armonica della tonica. A misura 381 appare il primo tema secondario (alla tonica: si bemolle maggiore) con il suo proseguimento cantabile. La ripresa dei temi secondari prosegue con l'unisono delle battute 394 - 414 e la riesposizione del secondo tema secondario (misure 415 - 429) anche questo alla tonica. Conclude la riesposizione la codetta da misura 430 a 450. Questa seconda parte è invariata rispetto all'esposizione iniziale.
La Coda finale (da misura 451) non fa che riproporre i vari elementi del movimento: il primo tema (con gli incisi "A" e "B"), l'andamento sincopato di misura 95 (ora a misura 451) e la proposizione (o seconda idea) contrastante di misura 47 (ora a misura 475).

### Schema riassuntivo
| Parte        | Sezione                                  | Sottosezione                 | Grado                                                                    | Tonalità                               | Battute:da-a |
| ------------ | ---------------------------------------- | ---------------------------- | ------------------------------------------------------------------------ | -------------------------------------- | ------------ |
| Introduzione | Sezione 1                                |                              | I (tonica minore) => V (dominante)                                       | si bemolle minore => fa settima        | 1 – 12       |
| Introduzione | Sezione 2                                |                              | I (tonica minore) => II (sopratonica)                                    | si bemolle minore => do bemolle minore | 13 – 24      |
| Introduzione | Sezione 3                                |                              | => V (dominante)                                                         | => fa maggiore settima                 | 25 – 40      |
| Esposizione  | Tema principale                          | Prima idea (tema principale) | I (tonica)                                                               | si bemolle magg.                       | 41 – 47      |
| Esposizione  | Tema principale                          | Seconda idea contrastante    | I (tonica) => V (dominante)                                              | si bemolle magg. => fa magg. settima   | 47 - 51      |
| Esposizione  | Tema principale                          | Ripresentazione del tema     | I (tonica)                                                               | si bemolle magg.                       | 52 - 64      |
| Esposizione  | Tema principale                          | Transizione                  | I (tonica)                                                               | si bemolle magg.                       | 65 - 80      |
| Esposizione  | Tema principale                          | Terza entrata del tema       | I (tonica)                                                               | si bemolle magg.                       | 81 - 95      |
| Esposizione  | Tema principale                          | Codetta                      | => II (sopratonica = dominante della dominante)                          | => do magg.                            | 95 - 106     |
| Esposizione  | Gruppo di idee secondarie                | Primo tema secondario        | V (dominante) => II (sopratonica = dom. di dom.)                         | fa magg. => do magg. settima           | 107 - 140    |
| Esposizione  | Gruppo di idee secondarie                | Secondo tema secondario      | V (dominante)                                                            | fa magg.                               | 141 - 176    |
| Esposizione  | Coda dell'Esposizione                    |                              | V (dominante)                                                            | fa magg.                               | 177 - 184    |
| Sviluppo     | Introduzione allo sviluppo               |                              | V (dominante) => II (sopratonica)                                        | fa magg. => do magg.                   | 185 - 202    |
| Sviluppo     | Fase iniziale                            |                              | VII (sensibile = dominante di re, relativa minore della dom. della dom.) | la maggiore                            | 203 - 220    |
| Sviluppo     | Primo episodio (nuovo elemento tematico) |                              | III (mediante)                                                           | re maggiore                            | 221 - 240    |
| Sviluppo     | Secondo episodio                         |                              | IV (sottodominante)                                                      | mi bemolle maggiore                    | 240 - 280    |
| Sviluppo     | Riconduzione                             |                              | V (dominante)                                                            | fa settima                             | 280 - 335    |
| Ripresa      | Tema principale                          | Prima idea (tema principale) | I (tonica)                                                               | si bemolle magg.                       | 336 - 344    |
| Ripresa      | Tema principale                          | Transizione                  | I (tonica)                                                               | si bemolle magg.                       | 345 - 350    |
| Ripresa      | Tema principale                          | Ripresentazione del tema     | I (tonica)                                                               | si bemolle magg.                       | 351 - 369    |
| Ripresa      | Tema principale                          | Conclusione sincopata        | V (dominante)                                                            | fa magg.                               | 369 - 380    |
| Ripresa      | Gruppo di idee secondarie                | Primo tema secondario        | I (tonica)                                                               | si bemolle maggiore                    | 381 - 414    |
| Ripresa      | Gruppo di idee secondarie                | Secondo tema secondario      | I (tonica)                                                               | si bemolle maggiore                    | 415 - 429    |
| Ripresa      | Coda della ripresa                       |                              | I (tonica)                                                               | si bemolle maggiore                    | 430 - 450    |
| Coda finale  |                                          |                              | I (tonica)                                                               | si bemolle maggiore                    | 451 - 498    |

## Analisi del Secondo movimento
Il Secondo movimento della sinfonia ha come metro tre quarti; la tonalità di base è mi bemolle maggiore. L'indicazione agogica (o tempo) indicata è "Adagio". La struttura formale è quella di una forma-sonata: Esposizione (battute 1 - 41) - Sviluppo (battute 41 - 63) - Ripresa e Coda (battute 64 - 104). In realtà in questo movimento Beethoven cerca di fondere insieme due elementi formali: la "forma-lied ABA", che è naturale per il carattere di questo Adagio cantabile, e l'esigenza, tipica della forma-sonata bitematica-tripartita, di uno sviluppo determinato dalla presenza di due temi più o meno contrastanti:
| Sezioni della forma-lied | Elementi formali         | Battute  |
| ------------------------ | ------------------------ | -------- |
| A - Sezione principale   | Primo tema e codetta     | 1 - 25   |
| B - Sezione secondaria   | Secondo tema e codetta   | 26 - 41  |
| A - Sezione principale   | Primo tema               | 41 - 50  |
| C - Elaborazione         | Sviluppo dei temi        | 51 - 63  |
| A - Sezione principale   | Primo tema e codetta     | 64 - 80  |
| B - Sezione secondaria   | Secondo tema e codetta   | 81 - 95  |
| A - Sezione principale   | Primo tema e Coda Finale | 96 - 104 |

### Esposizione
L'Esposizione è articolata in 6 parti:
- inciso (o motivo) del "timpano" (misura 1);
- esposizione del primo tema (battute 2 - 9);
- riproposta del primo tema (battute 10 - 17);
- codetta del primo tema o ponte modulante (battute 17 - 25);
- secondo tema (battute 26 - 34);
- codetta dell'esposizione (battute 34 - 41).

L'Adagio di questo movimento può essere considerato come paradigma di un movimento lento suddiviso "in quarti di una durata sovrumana".
Il primo elemento che compare all'inizio del movimento è un inciso di una battuta, presentato dai violini secondi, che spesso è nominato "motivo del timpano" (a misura 64 saranno proprio i timpani su questo inciso a introdurre la Ripresa). In realtà, queste due note in ritmo giambico, è più di una figura di accompagnamento: la continua presenza lungo tutto il movimento lo valorizza come tema, ossia un elemento in sé musicalmente autonomo; ma nello stesso tempo è complementare al primo tema la cui melodia, senza questo ritmo, "permarrebbe in una fluttuante inafferrabilità." Le note dell'inciso sono quelle della tonalità di base: tonica - dominante (mi bemolle - si bemolle). [batt.1]
Il Primo tema appare a battuta 2 e si sviluppa regolarmente (violini primi) per 8 misure. Si tratta di "un canto di pace e di rassegnazione più pastorale che sentimentale". La frase è in sé compiuta, ripartita in 4 + 4 battute, sia melodicamente che armonicamente. L'inizio è caratterizzato da una lenta discesa di semiminime dalla tonica (mi bemolle) alla dominante (si bemolle) fissando così la tonalità base d'impianto (mi bemolle maggiore). Durante l'esposizione di questa lento tema si comprende come la complementarità del ritmo è essenziale per la cantabilità della melodia dell'Adagio. Il ritmo diventa così "tematicamente funzionale". [batt. 2-9]
A misura 9 viene riproposto l'inciso e il tema con un organico strumentale più consistente (soprattutto i legni). Questa volta il "motivo del timpano" è presentato da tutta l'orchestra con la dinamica forte.  Il ritorno dell'inciso in modo così evidente, a conclusione dell'arco evolutivo del primo tema e contemporaneamente come inizio della riproposta del tema, dimostra di essere un "momento" costitutivo essenziale della struttura dei temi del movimento. Risulta evidente, in questo Adagio, che le categorie di "melodia" e di "tema" non coincidono in modo rigoroso: l'una escluderebbe il motivo dei timpani, l'altra lo implicherebbe.
L'esposizione del primo tema si chiude con la sua "codetta" (misure 17 - 25) o ponte modulante o "passaggio al secondo tema". Questa parte è organizzata su "una struttura armonica e sintatticamente aperta" basata su delle progressioni su una linea tematica discendente che sembra nata dalle frasi conclusive del tema principale.
Il punto d'arrivo di queste progressioni è a battuta 25 con accordi di fa maggiore: dominante della dominante, e quindi dominante "provvisoria" per il secondo tema in si bemolle maggiore. La caratteristica principale del Secondo tema è la sua cantabilità ("lirica, ma evasiva") contrapposta ad un ritmo "contratto"; carattere, questo, anche del primo tema. La melodia è esposta dal clarinetto mentre i violini primi formano un ritmo di terzine di sedicesimi senza la prima nota della terzina. L'armonia ora è passata decisamente alla dominante (si bemolle maggiore). [batt. 26-34]
Una codetta di 8 battute conclude il secondo tema e l'esposizione. Qui, alcuni commentatori, nei fagotti e poi nei legni "vedono" un terzo tema esposto sempre nel'ambito della dominante.[batt. 34-36]
In questa parte finale dell'esposizione, specialmente nell'unisono della battuta 40 emerge il "motivo del timpano" che acquista un suo significato autonomo e finalmente dimostra la sua funzione tematica.

### Seconda e terza parte
Lo Sviluppo può essere diviso in tre fasi:
- misure 41 - 49: ripresa variata del tema;
- misure 50 - 59: pedale armonico in minore;
- misure 60 - 63: riconduzione alla Ripresa.

La prima fase inizia con il "motivo del timpano" e una parafrasi del tema principale modificato in terzine di sedicesimi (il ritmo del secondo tema). Abbiamo quindi subito una mediazione tra i due temi. La tonalità è quella d'impianto (mi bemolle maggiore). A battuta 50 inizia lo sviluppo vero e proprio (fase centrale). La cantabilità del tema si trasforma e compaiono elementi tragici. La discesa iniziale dal mi bemolle al do bemolle (le tre note della prima battuta del tema) porta ad un pedale armonico in minore (mi bemolle minore) che si estingue con le figure circolari dei violini alla misura 59. A battuta 60 inizia la parte dello sviluppo che conduce alla ripresa ("riconduzione"). Il "motivo del timpano" compare prima in minore (misura 60) poi alla dominante (misura 62) e alla fine (ma siamo ormai nella ripresa) alla tonica (misura 64).
La Ripresa è abbastanza letterale. Manca la ripetizione del primo tema (battute 9 - 17 dell'esposizione) e, come previsto, il secondo tema a battuta 81 inizia sulla tonica(mi bemolle maggiore). Si presenta modificata anche la chiusura dell'esposizione dei due temi (confrontare le battute 38 - 40): il "motivo del timpano" è sostituito da un perdendo (misure 93 -95).
A misura 96 inizia la Coda finale. Il ritorno del tema (solamente per due battute e mezza) per un'ultima volta chiude rapidamente il movimento. Da segnalare l'assolo del "motivo del timpano", finalmente al timpano, tre battute prima della fine e la classica chiusura armonica: settima di dominante - tonica.

### Schema riassuntivo
| Parte       | Sezione                       | Sottosezione         | Grado                                                      | Tonalità                                        | Battute:da-a |
| ----------- | ----------------------------- | -------------------- | ---------------------------------------------------------- | ----------------------------------------------- | ------------ |
| Esposizione | Tema principale               | Tema                 | I (tonica)                                                 | mi bemolle magg.                                | 1 – 9        |
| Esposizione | Tema principale               | Ripetizione del tema | I (tonica)                                                 | mi bemolle magg.                                | 9 - 17       |
| Esposizione | Tema principale               | Codetta del tema     | I (tonica) => II (sopratonica = dominante della dominante) | mi bemolle magg. => fa maggiore                 | 17 - 25      |
| Esposizione | Seconda idea                  | Secondo tema         | V (dominante)                                              | si bemolle magg.                                | 26 - 34      |
| Esposizione | Seconda idea                  | Codetta del tema     | V (dominante)                                              | si bemolle magg.                                | 34 - 41      |
| Sviluppo    | Parafrasi del tema            |                      | I (tonica)                                                 | mi bemole magg.                                 | 41 - 49      |
| Sviluppo    | Parte centrale dello sviluppo |                      | I (tonica minore)                                          | mi bemole minore                                | 50 - 59      |
| Sviluppo    | Riconduzione                  |                      | I (tonica minore) / V (dominante)                          | mi bemole minore / si bemolle maggiore.         | 60 - 63      |
| Ripresa     | Tema principale               | Tema                 | I (tonica)                                                 | mi bemolle magg.                                | 64 - 72      |
| Ripresa     | Tema principale               | Codetta del tema     | I (tonica) => V (dominante)                                | mi bemolle magg. => si bemolle maggiore         | 72 - 80      |
| Ripresa     | Seconda idea                  | Secondo tema         | I (tonica)                                                 | mi bemolle magg.                                | 81 - 88      |
| Ripresa     | Seconda idea                  | Codetta del tema     | I (tonica)                                                 | mi bemolle magg.                                | 89 -95       |
| Coda finale | Tema principale               |                      | I (tonica) / V (settima di dominante) / I (tonica)         | mi b. magg. / si b. magg. settima / mi b. magg. | 96 - 104     |

## Analisi del Terzo movimento
Il Terzo movimento della sinfonia ha come metro tre quarti; la tonalità di base è si bemolle maggiore. L'indicazione agogica (o tempo) indicata è "Allegro vivace" per il Minuetto e "Un poco meno allegro" per il Trio. La struttura formale è quella classica del minuetto con trio: Minuetto (battute 1 - 90) - Trio (battute 90 - 178) - Ripresa del Minuetto e Coda (battute 178 - 224). In realtà, in questo movimento, si deve "vedere" più che la forma, lo spirito: "è un tipico Scherzo".

### Minuetto (Scherzo)
Il tema del Minuetto (Scherzo), che occupa le prime 20 misure del movimento, può essere suddiviso in quattro parti: "antecedente" (quattro misure), prima sequenza (otto misure), seconda sequenza (quattro misure) e epilogo cadenzante (quattro misure). La tonalità dopo una semiminima iniziale in posizione anacrusica sulla nota fa si stabilisce sulla tonalità di si bemolle maggiore. Le sequenze si allontanano sempre più dalla tonalità di base: dominante (fa) e sopratonica (do). Quest'ultima è la dominante della dominante. Alla fine la cadenza si chiude sulla dominante (fa maggiore). L'idea fondamentale di questo movimento è tutta concentrata sulla frase "antecedente"; in essa vi è un conflitto metrico tra le prime due battute nelle quali è presente un ritmo emiolico anacrusico e il resto della frase con un ritmo di "sobria regolarità come se nulla accadesse in precedenza". L'ombra di questo conflitto tra metro regolare e irregolare ("frasi ritmate a due tempi e costrette a entrare in battute di tre tempi") si proietterà per tutto il resto del movimento. [batt. 1-20]
Il tema, come previsto dalla norma, viene ripetuto integralmente. Inizia quindi lo sviluppo dello scherzo. Le prime battute (20 - 22) riprendono integralmente il "ritmo irregolare" iniziale presentato ora dal flauto e violini primi. Un primo modello di elaborazione si ha in una doppia progressione tra violini secondi e violini primi con il flauto (battute 22 - 36). La tonalità iniziale per questo primo sviluppo è il re bemolle maggiore (il terzo grado armonico: mediante). [batt. 22-36]
Nel secondo modello di elaborazione (misure 35 - 52) i vari elementi presenti separatamente nell'Esposizione (misure 1 - 4) ora interagiscono profondamente. Per vedere come, mettiamo a confronto le prime 4 battute del violini dell'Esposizione e le battute 35 - 39 presentate prima dai violini primi e poi dai violini secondi. Gli intervalli caratteristici del tema (quarta - quinta - terza) nell'elaborazione vengono presentati in un ordine di successione inverso (terza - quinta - quarta). Il modello ritmico dell'esposizione prevede uno spostamento dell'accento dal secondo quarto della battuta iniziale al primo quarto della terza. In questo caso il differimento di un quarto di battuta viene realizzato tra le battute 3 e 4 dividendo così ritmicamente le due proposizioni del tema. Nello sviluppo l'anacrusi viene conservata per tutta la frase e lo spostamento dell'accento s'insedia all'interno della frase tra le battute 37 e 38. L'armonia inizia sulla sottodominante (mi bemolle maggiore) per terminare su un pedale di dominante alla fine della discesa dei violoncelli. [batt. 1-4 / 35-39]
A misura 52 abbiamo il "Ritornello" ossia il ritorno del tema alla tonica. Ancora nella cadenza sospesa delle battute 75 - 78 si presenta il modello metrico del tema: l'accento sul secondo quarto della misura 75 viene spostato sul primo quarto nella misura 77. Infine, nella codetta di chiusura del tema dello scherzo, l'emiolia del tema compare in una conformazione tetica e non anacrusica (violoncelli e contrabassi nelle misure 79 - 80 e 83 - 84 e violini primi e flauti nelle misure 81 - 82 e 85 - 86). La cadenza delle ultime 4 misure chiude sulla tonica (si bemolle maggiore) dopo un breve pedale sulla dominante (fa) degli archi bassi, corni e trombe nelle misure 81 - 82 e 85 - 86. [batt. 75-82]

### Trio
Il tema del Trio (Un poco meno allegro - battute 91 - 106), nella tonalità di base (si bemolle maggiore), è distribuito tra i legni e gli archi. Nella ripetizione (batt. 106 e seguenti), e nella logica sinfonica, il dialogo tra legni e violini è mediato da due crome (una semplice figura anacrusica). [batt. 91- 110]
In questo specifico movimento il trio ha anche lo scopo di rallentare e riordinare il ritmo zoppicante dello Scherzo.
Lo sviluppo del Trio (da misura 121) si interseca direttamente con la fine della ripetizione del tema del Trio. La ripetizione conclude con l'armonia della dominante, ed è con questa tonalità che inizia lo sviluppo. In questa fase una continua ma graduale "contrazione" (dalle terzine isolate delle misure 130 - 136 si passa a misura 137 alle sestine continue degli archi impostate su un pedale di dominante - fa)) "dà il tono di fondo al ritorno della sezione principale" a misura 140. Una coda (da misura 163) chiude il trio fino a misura 175 con la ripresa dello Scherzo. Lo Scherzo e il Trio vengono ripetuti senza ritornelli; mentre per l'ultimo ritorno dello Scherzo Beethoven ha scritto 45 battute aggiuntive realizzando così una forma complessiva "ABABA". In effetti il tema dello Scherzo nel ricomparire da ultimo a epilogo del movimento fa sembrare un refrain di un rondò.

### Schema riassuntivo
| Parte                               | Sezione                                     | Sottosezione       | Grado                                        | Tonalità                     | Battute:da-a        |
| ----------------------------------- | ------------------------------------------- | ------------------ | -------------------------------------------- | ---------------------------- | ------------------- |
| Minuetto                            | Esposizione del tema                        | Antecedente        | I (tonica)                                   | si bemolle magg.             | 1 – 4               |
| Minuetto                            | Esposizione del tema                        | Prima sequenza     | V (dominante)                                | fa magg.                     | 4 - 12              |
| Minuetto                            | Esposizione del tema                        | Seconda sequenza   | II (sopratonica = dominante della dominante) | do magg.                     | 12 - 16             |
| Minuetto                            | Esposizione del tema                        | Epilogo cadenzante | V (dominante)                                | fa magg.                     | 16 - 20             |
| Minuetto                            | Ritornello del Minuetto                     |                    |                                              |                              |                     |
| Minuetto                            | Sviluppo del Minuetto                       | Primo modello      | III (mediante)                               | re bemolle magg.             | 20 - 35             |
| Minuetto                            | Sviluppo del Minuetto                       | Secondo modello    | IV (sottodominante) => V (dominante)         | mi bemolle magg. => fa       | 35 - 52             |
| Minuetto                            | Sviluppo del Minuetto                       | Ritornello         | I (tonica)                                   | si bemolle magg.             | 52 - 90             |
| Trio                                | Esposizione del tema del trio               |                    | I (tonica)                                   | si bemolle magg.             | 91 – 106            |
| Trio                                | Ripetizione del trio                        |                    | I (tonica) => V (dominante)                  | si bemolle magg. => fa magg. | 106 - 121           |
| Trio                                | Sviluppo del trio                           |                    | V (dominante))                               | fa magg.                     | 121 - 140           |
| Trio                                | Ritorno del tema del trio                   |                    | I (tonica)                                   | si bemolle magg.             | 140 - 163           |
| Trio                                | Coda del trio                               |                    | I (tonica)                                   | si bemolle magg.             | 163 - 175           |
| Ripetizione del minuetto e del trio |                                             |                    |                                              |                              | 175 - 179 + 2 - 174 |
| Coda finale                         | (simile più o meno come da battuta 49 a 90) |                    |                                              |                              | 180 - 224           |

## Analisi del Quarto movimento
Il Quarto movimento della sinfonia ha come metro due quarti; la tonalità di base è si bemolle maggiore. L'indicazione agogica (o tempo) indicata è "Allegro ma non troppo". La struttura formale è quella classica della forma sonata: Esposizione (battute 1 - 99) - Sviluppo (battute 100 - 188) - Ripresa e Finale (battute 189 - 355).

### Esposizione
L'Esposizione si presenta con un "Primo gruppo tematico" seguito da un "Secondo tema". Il "Primo gruppo tematico" si compone di un antecedente (misure 1 - 4), di una progressione (misure 5 - 11), di una idea contrastante subito parafrasata (misure 12 - 20, la parafrasi inizia alla misura 16) e di un epilogo (misure 21 - 24). L'armonia oscilla tra la tonica (si bemolle maggiore) e la dominante (fa maggiore). Non si tratta di una tradizionale esposizione tematica in quanto il tema "si nasconde in una figura ostinata che attraversa il pezzo da un capo all'altro". [batt. 1-24]
Una transizione (misure 25 - 36), o ponte modulante, introduce decisamente l'armonia della dominante (fa maggiore), ambiente armonico del "Secondo tema" a misura 37.
Il "Secondo tema", esposto inizialmente dall'oboe e dal flauto, ricorda vagamente l'idea contrastante alla fine della progressione del "Primo gruppo tematico". Una terza esposizione del tema da parte degli archi bassi (misura 45 e seguenti) completa l'esposizione dell'idea secondaria. L'elaborazione successiva del secondo tema può essere diviso in due parti: battute 52 - 65 e battute 66 - 87. La prima parte si presenta con un motivo di quattro note e la sua inversione parafrasata. Le prime quattro note si basano sulle due note iniziali del tema: semiminima con punto seguita da una croma. Tutta questa parte è caratterizzata da un pedale di do (sopratonica) delle viole e degli ottoni (armonia della dominante della dominante). [batt. 52-56]
Un "enfatico accordo di settima di dominante" (si - la bemolle) a battuta 64, segna l'inizio della seconda parte nella quale le note ausiliare della parafrasi diventano importanti in quanto si collegano al tema iniziale del movimento. Qui il "fortissimo" iniziale si trasforma in una valanga di settime diminuite in "sforzando"; l'episodio viene ripetuto più avanti (battute 74 - 77). Questa seconda parte, dal carattere di una perorazione, è anche il momento più lontano da un punto di vista armonico: la tonalità di do minore è appena sfiorata e il si bemolle si è trasformato in un si naturale, mentre un pedale di fa conferma la dominante. [batt. 64-69]
Un gruppo di chiusura (misure 88 - 95), la cui parte iniziale utilizza ancora le prime note del tema secondario, e il ritorno (a misura 96) del ritmo del "Primo gruppo tematico", su un pedale della dominante (fa), completano l'esposizione.[bat. 88-92 e 96-99]

### Sviluppo
Lo Sviluppo può essere suddiviso più o meno in 5 sezioni (100-117, 118-130, 131-148, 149-164 e 165-188). Nella prima sezione (misure 100 - 117) si evidenzia subito il carattere particolare di questo sviluppo: uno svolgimento in forma di progressione necessario a mantenere "vivo l'impulso del pensiero tematico". Il tono di partenza è la dominante.
La seconda sezione (misure 118 - 130) inizia con un accordo di si maggiore in "fortissimo" e prosegue con un primo modello di sviluppo, ossia una imitazione a tre voci sull'idea contrastante (misura 12-14). L'armonia oscilla tra il mi minore (inizialmente) e il sol maggiore (sostenuto nel seguito dai violoncelli e contrabassi) e le quattro note della melodia (do - la - sol - mi) possono essere interpretate come: terza (la) e quinta (do) della dominante (fa maggiore), mentre le altre due sono interpretate come "settima di dominante" (mi) e "nona di dominante" (sol), ma anche come fondamentale (mi) e terza (sol) della tonica mi minore. [batt. 118-127]
Nella terza sezione (misure 131 - 148) si individua una progressione incentrata sull'intervallo caratteristico di sesta minore (sol - mi bemolle) presentato dai legni (oboe, clarinetto e fagotto), mentre la quarta sezione (misure 149 - 164) presentano un secondo modello di sviluppo soprattutto modulante per riportare alla fine l'armonia alla tonica iniziale (si bemolle maggiore) passando ovviamente per la dominante. La successione armonica per quarte è la seguente: re maggiore (misura 149), sol maggiore (misura 153), do minore (misura 157) e fa maggiore (dominante della tonica fondamentale) a misura 161. Tutte le armonie si appoggiano sulla "settima". Settima di dominante (fa maggiore settima) che domina, con un continuo pedale, la quinta e ultima sezione (misure 165 - 188). Alla tensione armonica si accompagna una progressiva intensificazione strumentale che dalla quarta sezione passa con continuità alla quinta e alla fine coinvolge tutto l'organico strumentale.[batt. 149-170]

### Ripresa e Coda finale
La Ripresa inizia a misura 189. Prima, a misura 184, il fagotto anticipa il tema fondamentale "con un effetto bizzarro che fa pensare alla prematura inserzione dei corni nella ripresa della sinfonia Eroica". Questa Ripresa è più o meno invariata rispetto all'Esposizione. Ecco le varie sezioni:
- Primo gruppo tematico (misure 189 - 214)
- Seconda idea (misure 215 - 229)
- Elaborazione della seconda idea - prima parte (misure 230 - 241)
- Elaborazione della seconda idea - seconda parte (misure 242 - 266)
- Gruppo di chiusura (misure 267 - 278)

Le differenze con l'Esposizione sono: (1) non è stata inserita la transizione (o modulazione alla dominante) tra il "Primo gruppo tematico" e la "Seconda idea" (battute 25 - 36 dell'Esposizione) e (2), di conseguenza, l'esposizione di tutta la "Seconda idea" avviene nell'area armonica della tonica (si bemolle maggiore).
Un esame a parte richiede la Coda finale la quale estendendosi per 78 battute raggiunge le dimensioni delle altre parti principali. La prima sezione (misure 278 - 289) riproduce l'inizio dello "Sviluppo". La seconda sezione, quella centrale (misure 290 - 350) ripropone il "Primo gruppo tematico", ma considerevolmente ampliato. L'antecedente delle misure 1 - 4 dell'Esposizione, in questa fase viene ulteriormente elaborato e arricchito (misure 297 - 311). La "fermata" delle battute 311 - 318) è una "bizzarria armonica". I violoncelli e i contrabassi arpeggiano l'accordo di si bemolle minore, mentre il resto dell'orchestra suonano le note mi, sol, si bemolle e re bemolle, che possono essere interpretate semplicemente come un accordo di mi minore settima diminuita o come una settima diminuita di competenza della tonalità di fa minore, quindi due accordi completi di armonie contrastanti. Anche la risoluzione (sul fa maggiore settima) di questo scontro di accordi presenta dei problemi producendo due intervalli di seconda sovrapposti. Tuttavia queste dissonanze non urtano: creano una pausa ben evidente (e necessaria da un punto di vista drammatico).
Proseguendo l'analisi della Coda, l'idea contrastante appare in diverse combinazioni con gli altri elementi del gruppo tematico (misure 319 - 327). La progressione delle misure 5 - 11 viene aggravata e risulta quindi un proseguimento dell'idea contrastante (misure 328 e seguenti) che alla fine conduce ad un momento decisamente appariscente: all'adagio ricavato dalla dilatazione rimica delle prime due battute dell'antecedente (misure 345 - 350) preceduto da un unisono a tutta orchestra sulla nota fa (dominante). Quindi il finale irrompe nel tempo originale.

### Schema riassuntivo
| Parte       | Sezione                                    | Sottosezione                         | Grado                                   | Tonalità                     | Battute:da-a |
| ----------- | ------------------------------------------ | ------------------------------------ | --------------------------------------- | ---------------------------- | ------------ |
| Esposizione | Tema principale                            | Antecedente                          | I (tonica)                              | Si bemolle magg.             | 1 – 4        |
| Esposizione | Tema principale                            | Progressione                         | I (tonica)                              | Si bemolle magg.             | 5 - 11       |
| Esposizione | Tema principale                            | Idea contrastante                    | V (dominante)                           | fa magg.                     | 12 - 20      |
| Esposizione | Tema principale                            | Epilogo                              | V (dominante)                           | fa magg.                     | 20 - 24      |
| Esposizione | Ponte modulante (o transizione)            |                                      | I (tonica) => V (dominante)             | Si bemolle magg. => fa magg. | 25 - 36      |
| Esposizione | Seconda idea                               | Secondo tema (tre esposizioni)       | V (dominante)                           | fa magg.                     | 37 - 51      |
| Esposizione | Seconda idea                               | Elaborazione del tema: prima parte   | II (sopratonica = dominante della dom.) | do magg.                     | 52 - 65      |
| Esposizione | Seconda idea                               | Elaborazione del tema: seconda parte | V (dominante)                           | fa magg.                     | 66 - 87      |
| Esposizione | Gruppo di chiusura (coda dell'Esposizione) |                                      | => V (dominante)                        | => fa magg.                  | 88 - 99      |
| Sviluppo    | Sezione 1                                  |                                      | V (dominante)                           | fa magg.                     | 100 - 117    |
| Sviluppo    | Sezione 2                                  |                                      | VI (sopradominante)                     | sol magg.                    | 118 - 130    |
| Sviluppo    | Sezione 3                                  |                                      | VI (sopradominante)                     | sol magg.                    | 131 - 148    |
| Sviluppo    | Sezione 4                                  |                                      | => V (dominante)                        | => fa magg.                  | 149 - 164    |
| Sviluppo    | Sezione 5                                  |                                      | V (dominante)                           | fa magg.                     | 165 - 188    |
| Ripresa     | Tema principale                            |                                      | I (tonica)                              | Si bemolle magg.             | 189 - 214    |
| Ripresa     | Seconda idea                               | Secondo tema                         | I (tonica)                              | Si bemolle magg.             | 215 - 229    |
| Ripresa     | Seconda idea                               | Elaborazione del tema (1)            | I (tonica)                              | Si bemolle magg.             | 230 - 241    |
| Ripresa     | Seconda idea                               | Elaborazione del tema (2)            | I (tonica)                              | Si bemolle magg.             | 242 - 266    |
| Ripresa     | Gruppo di chiusura                         |                                      | I (tonica)                              | Si bemolle magg.             | 267 - 278    |
| Coda finale | Prima sezione                              |                                      | I (tonica)                              | Si bemolle magg.             | 278 - 289    |
| Coda finale | Sezione centrale                           |                                      | I (tonica)                              | Si bemolle magg.             | 290 - 350    |
| Coda finale | Finale                                     |                                      | I (tonica)                              | Si bemolle magg.             | 350 - 355    |

## Discografia
- London Symphony Orchestra, Pierre Monteux, RCA, KV 97
- Boston Symphony Orchestra, Erich Leinsdorf, RCA,Gl 42219
- Columbia Symphony Orchestra, Bruno Walter, CBS, XLP 46176
- Berliner Philharmoniker, Herbert von Karajan, DGG SKL 103
- Orchestra Sinfonica di Barcellona, Pablo Casals, AW 130/1/2/3
- Berliner Philharmoniker, Claudio Abbado, 00289 477 5864